# Francisco Javier Gamboa
Francisco Javier Gamboa (Guadalajara, Nueva España 1717 - Santo Domingo 1794), fue un abogado, jurista, geólogo aficionado y estudioso y considerado el mayor jurista novohispano del siglo XVIII Estudió leyes en la Real y Pontificia Universidad de México en Ciudad de México, y fue comisionado en 1755 al consulado de México en Madrid. Durante este periodo fue abogado particular del rey de España. Es el único caso de un jurista americano que haya sido abogado particular del rey de España durante todo el periodo virreinal. Durante su permanencia en Madrid publicó en 1761 un tratado titulado Comentarios a las ordenanzas de minas. Se trata de un tratado de minería en el cual reflexiona sobre la legislación de minas que había en esa época. En tal tratado elabora proposiciones que permitirían el desarrollo de la minería. La obra fue muy apreciada por Alexander von Humboldt y fue obra de referencia y estudio en Universidades inglesas hasta por lo menos finales del siglo XIX.
Trabajó como oidor de la audiencia de México, y luego en 1783, es designado en la audiencia de Santo Domingo. Allí, escribió las ordenanzas y según algunas fuentes el Código Negro Carolino de 1784, que fuera elaborado para Santo Domingo y que regulaba el gobierno cívico, moral, económico y derechos de la población negra. A partir de 1788 fue regente de la audiencia de México.

## Código Carolino
El Código Carolino o Código Negro Carolino se compone de tres partes principales que abarcan un total de 37 capítulos.  El mismo fue escrito durante el reinado de Carlos III de Borbón, aunque nunca se puso en vigencia. Al ser enviado al Consejo de Indias para su revisión y promulgación, se lo archivó; se cree que puede haber servido de referencia en la redacción de la Real Cédula de 1789 Educación, trato y ocupación de
los esclavos que fijaba normas a aplicar a los esclavos.
La primera parte del Código Carolino incluye una serie de disposiciones de carácter moral y generales. Entre los puntos específicos que trata: prohibición de la práctica de ritos religiosos africanos, el trabajo durante los días libres y su compensación económica, requerimientos de segregación de niños blancos y negros en el aprendizaje de las letras, castigo por falta de respeto a los blancos, combate del ocio, disposiciones sobre la actividad de los esclavos jornaleros, regulaciones sobre la asignación de oficios entre las distintas etnias o grupos negros, sobre el abuso de ciertos "pardos" de usar telas finas y elementos de ostentación, regulación de las cofradías, Hospital del Negro y su financiación, prohibiciones sobre la portación de armas y regulación específica sobre el machete que es también una herramienta de trabajo, documentos necesarios para que viajen, limitación del acceso a ciertos medicamentos. 
La segunda parte incluye disposiciones de carácter cívico y económico. Entre los puntos específicos que trata se incluyen: capacidad civil de los esclavos y reglamento sobre su peculio, normas sobre manumisión y obtención de la libertad, derecho de cambiar de amo por trato cruel y de mantener unido el núcleo familiar, acusaciones penales contra esclavos, fomento a que los esclavos tengan descendientes, normas sobre los mayordomos, realización del Padrón anual de esclavos, principios a observar de trato humanitario a los esclavos, sobre la autorización de bailes de esclavos.  
La tercera parte incluye disposiciones penales y disposiciones sobre un sistema de inspección para verificar que trato se le daba a los esclavos. Incluye disposiciones penales, tratamiento de casos de esclavos prófugos, figura del negro arrepentido y perdón, y las inspecciones anuales por parte de los alcaldes para ver como se trata a los negros.